# Північногвінейська височина

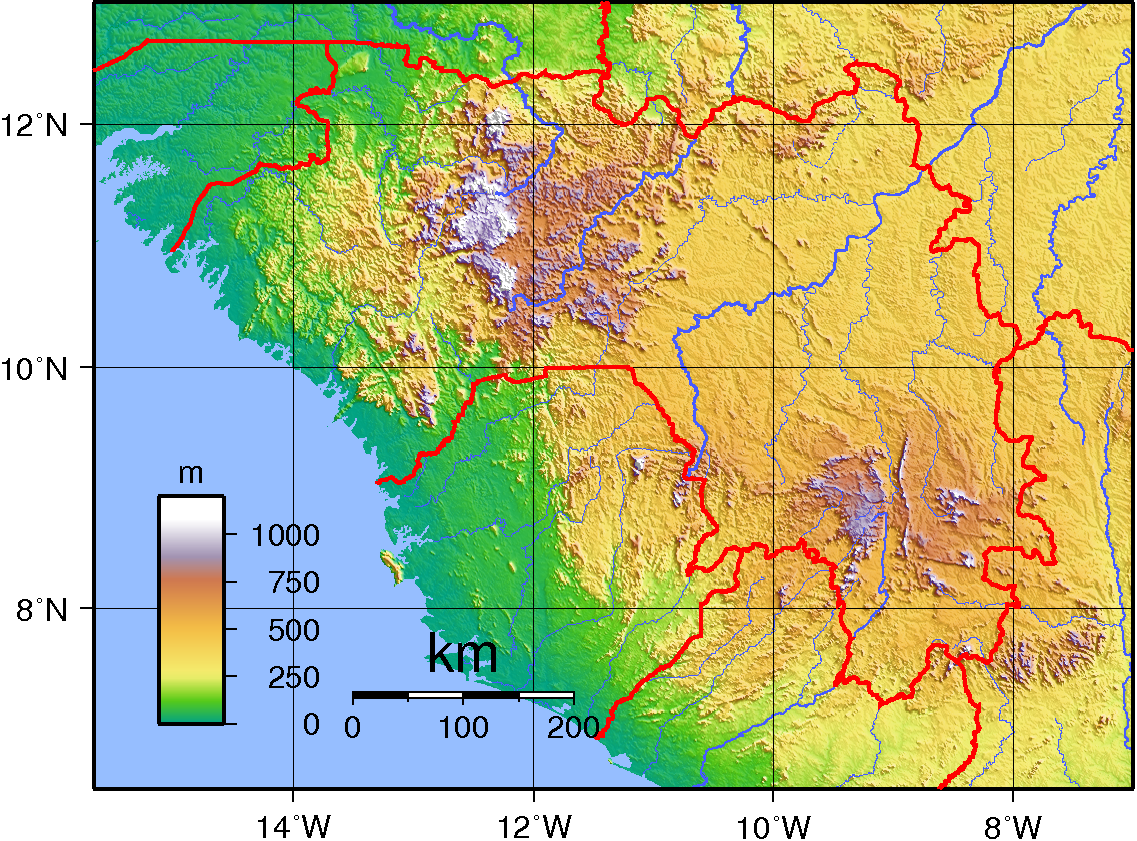
Топографічна карта Гвінеї

Північногвінейська височина — височина в Західній Африці, що простягається паралельно узбережжю Атлантичного океану і Гвінейської затоки від районів витоків річки Нігер, Сенегал і Гамбія до нижньої течії Нігеру. Складається з гір і плоскогір'їв, що є виступами Африканської платформи. Висоти в східній частині 300—500 м, у масиві Фута-Джаллон і Леон-Ліберійської височини, — до 500—1000 м і більше (Бінтімані, 1948 м). Південні навітряні схили крутіші, сильно розчленовані численними річками, покриті головним чином вологими вічнозеленими і листопадно-вічнозеленими лісами. На більш посушливих північних схилах переважають листопадні саванні ліси і високотравні савани.